# João Alves (football, 1949)
 (novembre 2011).
Si vous disposez d'ouvrages ou d'articles de référence ou si vous connaissez des sites web de qualité traitant du thème abordé ici, merci de compléter l'article en donnant les références utiles à sa vérifiabilité et en les liant à la section « Notes et références ».
Pour les articles homonymes, voir João Alves (homonymie) et Alves (homonymie).
João António Ferreira Resende Alves, appelé plus couramment João Alves et surnommé coach Alves (né le 5 juin 1949 à Santos dans l'État de São Paulo au Brésil) est un footballeur professionnel brésilien évoluant au poste de défenseur central, devenu par la suite entraîneur.
En 1963, il commence sa carrière comme footballeur au Santos FC, et la termine en 1978.

## Carrière

### Joueur
- Santos Futebol Clube (Santos - Brésil)
- Associação Atlética Portuguesa Santista (Santos - Brésil)
- Madureira Esporte Clube (Rio de Janeiro - Brésil)
- Clube Atlético Paranaense (Paraná - Brésil)
- Clube Desportivo Feirense (Portugal)
- Associação Académica de Coimbra (Portugal)
- Leixões Sport Club (Portugal)

### Entraîneur
- Académico Viseu Football Club (Portugal) : 1978-1979
- Vitória Sport Clube (Portugal) (assistant de José Maria Pedroto) : 1980
- Neves Futebol Clube (Portugal) : 1980-1981
- Sport Viseu e Benfica (Portugal) : 1981-1983
- Associação Desportiva da Guarda (Portugal) : 1983-1984
- Académico Viseu Football Club (Portugal) : 1984-1986
- Clube Desportivo de Cinfães (Portugal) : 1987-1990
- Futebol Clube de Cabinda (Angola) : 1991-1995
- ARA da Gabela (Angola) : 1996-1997
- Al Shabab Riyad (Arabie saoudite) : 1998-1999
- Abha Club (Arabie saoudite) : 2000-2002
- Abha Club (Arabie saoudite) : 2002-2005
- Al-Masry Club (Égypte) : 2007-2008
- Mouloudia Olympique de Constantine (Algérie) : 2010-2011.
- Mouloudia Olympique de Constantine (Algérie) : 2012-2013.